# Botnedalsvatn
Botnedalsvatn (auch Botnedalsvatnet) ist der Name eines Stausees in der Kommune Tokke in der norwegischen Provinz Telemark. Am See befindet sich das Byrte Kraftwerk.